# A (groupe)
Pour les articles homonymes, voir A.
A est un groupe de rock alternatif britannique, originaire de Suffolk, en Angleterre. Il est formé en 1995.

## Biographie

### Débuts (1993–2000)
Le groupe est formé à Suffolk au début des années 1990 sous le nom de Grand Designs, d'après la chanson Power Windows de Rush. Les membres fondateurs sont les jumeaux Jason et Adam Perry, et leur ami Mark Chapman, avec le bassiste Stevie Swindon et le frère cadet des jumeaux, Giles Perry. Ils citent Rush, The Beach Boys, Van Halen et les Beastie Boys comme influences.
Après avoir changé de nom pour A en 1993, et abandonné leur style rock progressif pour un style plus poussé punk rock, ils signent un contrat européen avec Warner Bros. Records en 1996 et publient leur premier album studio, How Ace Are Buildings, en 1997. La même année, le groupe tourne le clip de la chanson Anthem des Wildhearts. A atteint un peu de reconnaissance avec How Ace Are Buildings. Le bassiste Stevie Swindon décide peu après de quitter le groupe, et est remplacé par le futur DJ de la BBC Radio 1, Daniel P Carter. Swindon deviendra membre de Flotation Toy Warning. Un accord de distribution américaine est trouvé avec le label Mammoth Records.
Le deuxième album de A, A Vs. Monkey Kong, suit en 1999. Le groupe tourne par la suite, et est reconnu particulièrement en Allemagne. Ils publieront l'album live Exit Stage Right en 2000.

### Nouveaux albums et pause (2002–2005)
Hi-Fi Serious est leur troisième album, publié en 2002. Il est précédé par le plus grand single à succès en date, Nothing, qui atteindra la 9e place de l'UK Singles Chart. Nothing est suivi par le hit Starbucks, d'après la chaine du même nom. Pour leur tournée Hi-Fi Serious, ils jouent à la Brixton Academy pour leur Inner-City Sumo Tour. En 2004, leur single Nothin apparait dans la bande-son officielle de Beyblade.
Un quatrième album, Teen Dance Ordinance (TDO), est publié le 27 juin 2005. Il est enregistré deux ans plus tôt et repoussé, Jason Perry étant malade ou en conflit avec leur label. Après la sortie deTeen Dance Ordinance en 2005, le groupe travaille sur d'autres projets. Jason Perry écrit, enregistre et tourne avec Matt Willis, ancien membre de Busted, et deviendra producteur notamment pour The Blackout, Kids in Glass Houses, et McFly. Adam Perry et Daniel P Carter deviendront brièvement membre de The Bloodhound Gang : Perry remplace le batteur Willie the New Guy en 2005, et Carter remplace le guitariste Lupus Thunder en 2009.

### Retour (2007–2008)
Au Download Festival en 2007, Daniel Carter annonce le retour du groupe pour quelques concerts. En 2008, il annonce de futurs projets pour le groupe. En août 2008, Adam Perry révèle six dates de concert avec The Wildhearts.
Le bassiste Daniel P Carter ne reviendra cependant pas au sein du groupe et sera remplacé par John Mitchell, chanteur des It Bites et producteur de groupes comme Enter Shikari et Hexes. John Mitchell joue son premier concert avec le groupe le 3 décembre 2008 à la Sheffield Carling Academy avec The Wildhearts.

### Possible nouvel album (depuis 2009)
Ils jouent au Royaume-Uni en décembre 2009, avec This City. Le 13 mai 2010, le chanteur de Bowling For Soup, Jaret Reddick, annonce la venue de A pour leur tournée en automne. Le 20 juin 2011, A annonce sur Twitter leur entrée en studio pour enregistrer quelques chansons sans donner plus de détails. Ils jouent un concert au nightclub Kasbah, à Coventry, le 1er décembre 2012. En juin 2015, ils jouent à St Albans et Royal Tunbridge Wells avant le Download Festival. Andrew « Shay » Sheehy, ancien membre des Kids in Glass Houses, joue pour la première fois comme bassiste avec A à ces concerts

## Membres

### Membres actuels
- Jason Perry - chant (depuis 1993)
- Mark Chapman - guitare (depuis 1993)
- Adam Perry - batterie (depuis 1993)
- Giles Perry - claviers (depuis 1993)
- Daniel P. Carter - basse, chœurs (1997-2007, depuis 2010)

### Anciens membres
- Steve Swindon - basse (1993–1997)
- John Mitchell - basse (2008–2009)

## Discographie

### Albums studio
- 1997 : How Ace Are Buildings
- 1999 : A vs Monkey Kong
- 2002 : Hi-Fi Serious
- 2005 : Teen Dance Ordinance

### Singles
- 5 in the Morning - 29 juillet 1996
- House Under the Ground (Pas sorti officiellement) - 1996
- Bad Idea - 19 mai 1997 - une semaine UK#170
- Number One - 1er septembre 1997
- Foghorn - 7 février 1998 - une semaine UK#63
- Number One (Re-issue) - 11 avril 1998 - une semaine UK#47
- Sing-A-Long - 27 juin 1998 - une semaine UK#57
- Summer on the Underground - 24 octobre 1998 - une semaine UK#72
- Old Folks - 5 juin 1999 - une semaine UK#54
- I Love Lake Tahoe - 21 août 1999 - une semaine UK#59
- A - Allemagne uniquement - 2000
- Nothing - 2 mars 2002 - six semaines UK#9
- Starbucks - 1er juin 2002 - trois semaines UK#20
- Something's Going On - 30 novembre 2002 - une semaine UK#51
- Good Time - 13 septembre 2003 - deux semaines UK#23
- Rush Song - 14 mai 2005 - deux semaines UK#35
- Better Off With Him - 30 juillet 2005 - une semaine UK#52